# Альнитак
Альнитак (араб. النطاق‎, an-niṭāq — кушак, матерчатый пояс), или ζ Ориона / Дзета Ориона, — звезда в созвездии Ориона, которая является самой яркой звездой класса O с визуальной звёздной величиной +1,72 (в максимуме +1,72 и в минимуме до +1,79), левая и самая близкая звезда астеризма «Пояса Ориона». В «Пояс Ориона» входят Минтака (δ Ориона / Дельта Ориона) и Альнилам (ε Ориона / Эпсилон Ориона). Альнитак находится на расстоянии около 817 св. лет. Это тройная звезда. Главная звезда — горячий голубой сверхгигант абсолютной величины −5,25. У неё есть два голубоватых спутника 4 и 10 величин. Эти звёзды являются членами ассоциации Орион OB1.

## Система тройной звезды
- Альнитак по сравнению с Солнцем
- Дзета Ориона, видимая в рентгеновском диапазоне.

## Компоненты звёздной системы
Альнитак A — голубой сверхгигант спектрального класса O9.7 Ibe, абсолютной величины −5,25. В 28 раз массивнее Солнца, и его диаметр равен 20 солнечным.
Альнитак B — звезда-гигант 4,2 величины класса O9.5Ibe обращается вокруг Альнитака A за 1500 лет. Альнитак B в свою очередь является двойной, имеет звезду-спутник 9 величины.
Альнитак C — звезда 10-й звёздной величины, была открыта в 1998 году.

## История наблюдений
Альнитак известен ещё с античности как компонент Пояса Ориона, имела большое культурное значение.
В 1819 году немецкий астроном-любитель Георг Куновски (англ. George K. Kunowsky) обнаружил, что Альнитак является двойной звездой. В 1998 году группой астрономов обсерватории Лоуэлла было обнаружено, что у яркой основной звезды есть близкий спутник.
Первоначально считалось, что расстояние до звезды, как и до звезды Альнилам, примерно равно 1500 св. лет, но измерения её параллакса с помощью спутника Hipparcos, опубликованные в 1996 году показали, что эта система находится почти вдвое ближе.
Звёздная система Альнитак располагается внутри туманности IC 434.